# Münchwald
Münchwald là một đô thị thuộc huyện Bad Kreuznach trong bang Rheinland-Pfalz, phía tây nước Đức. Đô thị Münchwald có diện tích 1,46 km², dân số thời điểm ngày 31 tháng 12 năm 2006 là 304 người.